# Тканевые матрицы
Тканевая матрица (ТМА, tissue microarray, тканевой мастер-блок, множественно-тканный парафиновый блок ) — в медицине, парафиновый блок-реципиент в который встроены множественные тканевые цилиндры, извлеченные из стандартных парафиновых блоков-доноров и организованные в виде упорядоченной последовательности (матрицы). ТМА позволяют сохранять и использовать ценные тканевые ресурсы более эффективно и экономично для гистохимического, иммуногистохимического (ИГХ) и молекулярного исследований.

## Историческая справка
Идея создания парафинового блока, содержащего набор разнообразных тканей, принадлежит H. Battifora. Им в 1986 году была разработана простая методика приготовления одного компактного парафинового блока из многочисленных столбиков ткани. Срезы такого блока позволяли исследовать на одном предметном стекле результаты ИГХ реакции изучаемого антитела с десятками тканевых образцов. Мультитканевой блок, получивший шутливое название «колбасного» (sausage), обеспечивал одинаковые условия проведения каждого этапа гистологического и ИГХ исследования всех тканей в его составе. Wen-Hui Wan с коллегами в 1987 году предложил модифицировать эту технику путем ручного забора и переноса тканевых столбиков (corses) из донорских блоков и создания таким образом одного блока-реципиента. Другую технику изготовления компактного многокамерного блока с использованием специальной решетки из воска с множественными ячейками, заполнеными тканевыми образцами, и получившего  еще одно образное название - «медовые соты» (honeycomb), предложили Petrosyan K. и Press M.F. Спустя 10 лет после работ H. Battifora и Wen-Hui Wan, J. Kononen с коллегами разработал и предложил к широкому внедрению инструмент для автоматического построения блока-реципиента, получившего название – «tissue microarray».

## Применение тканевых матриц
ТМА метод широко используется в научной работе, так как он позволяет с высокой производительностью и экономией реактивов изучить большие выборки архивных парафиновых блоков для уточнения гистогенеза и молекулярной классификации опухолей и других заболеваний.
Метод может быть рекомендован для текущей диагностической работы, особенно когда есть возможность накапливать биопсийный и операционный материал для формирования тканевой матрицы, например в онкологических учреждениях с высокой хирургической активностью. Областями применения ТМА также могут являться: стандартизация и контроль качества ИГХ процедур и техники микродиссекции, совместные исследовательские проекты и обучающие процессы с использованием цифровой микроскопии и компьютерных технологий.

### Протокол построения парафинового ТМА блока
1.   Отбор текущего операционного и архивного материала, который будет использоваться для ТМА, производится в соответствии с требованиями этического комитета учреждения и с информированного добровольного согласия на исследования пациентов или их представителей.
2.   Квалифицированный врач-патологоанатом исследует гистологические препараты, выбирает наиболее представительные участки, которые отмечает на блоке с помощью цветного маркера. Одновременно он оценивает толщину блоков. Рекомендуется подбирать блоки толщиной не менее 2 мм (наиболее подходящие блоки толщиной 2-5 мм). Используется материал, фиксированный в 10% растворе нейтрального забуференного формалина и фиксированный в течение 6-48 часов (оптимальные условия для ИГХ).
3.   В зависимости от цели проводимого исследования патологоанатом выбирает дизайн ТМА и создает её карту. Рекомендуется делать это одновременно с просмотром стекол и разметкой блоков.
4.   Приготовление блока-реципиента  производится лаборантом-гистологом.
5.   Построение ТМА-блока производится квалифицированным лаборантом, прошедшим курс обучения использования оборудования для построения ТМА. При использовании автоматизированного механизма персонал обязательно должен пройти тренировку по технике безопасности и правилам загрузки блоков и программирования машины.
6.   Порезка блока и приготовления ТМА-срезов производится квалифицированным лаборантом-гистологом. Процедура требует небольшого опыта работы с ТМА-блоком и не отличается от стандартной техники.
7.   Для подтверждения изучаемых морфологических структур следует каждый 11-й серийный срез окрашивать гематоксилином и эозином. Иммуногистохимическая окраска срезов производится по стандартным протоколам с использованием контролей для антител и условий иммуногистохимического окрашивания.
8.   Оценка качества ТМА и иммуногистохимического окрашивания производится патологом.
9.   Анализ экспрессии изучаемых протеинов производится квалифицированным патологом на основании применения стандартных современных систем оценки ИГХ окрашивания для каждого маркера. Системы полуколичественного анализа, как правило, основываются на оценке интенсивности ИГХ реакции и проценте положительно окрашенных клеток.